# Die schwarze Rose
Die schwarze Rose (Originaltitel: The Black Rose) ist ein US-amerikanisch-britischer Abenteuerfilm von Regisseur Henry Hathaway für die Produktionsfirma 20th Century Fox aus dem Jahr 1950 mit Tyrone Power, Orson Welles, Cécile Aubry und Jack Hawkins in den Hauptrollen. Der Film basiert auf einem Roman von Thomas B. Costain.

## Handlung
Zur Zeit Eduard I. von England: Viele Angelsachsen leiden immer noch an dem Umstand, dass ihre Insel von den Normannen erobert und besetzt worden ist, und der damit einhergehenden gefühlten Unterdrückung und Knechtschaft. Auch der stolze Junker Walter von Gurnie leidet sehr unter dieser Schmach. Als unehelicher Spross einer Angelsächsin und eines Normannen erzürnt ihn diese tief empfundene tyrannische Herrschaft umso mehr, da ihm seine rachsüchtige Stiefmutter sogar das rechtmäßige Erbe seines Vaters vorenthält, nebst ein paar Stiefel. Das Testament seines Vaters sieht vor, dass er neben seinem Erbe auch in den Dienst des normannischen Königs treten soll, was Walter aber mit Abscheu ablehnt. Er wendet sich an seinen Großvater Alfgar um Beistand, dieser bewundert den Mut und die Haltung seines rebellischen Enkels, würde ihn aber lieber als jungen Gelehrten zurück bei seinen Studien in Oxford sehen. 
Ein Ordensbruder, der gerade zu Besuch bei Alfgar weilt, beschwört Walter von Gurnie, den Kampf lieber durch Wissen aufzunehmen, statt mit dem Schwert, doch Walter ist unsicher und will erst eine Nacht darüber schlafen. Des Nachts erkennt er, durch Geräusche aus dem Schlaf aufgeschreckt, aus seiner Kammer vor der Burg seines Großvaters ein Dutzend Gestalten, die sich mit Waffen eindecken. Er stellt sie zur Rede und es stellt sich alsbald heraus, dass eine Handvoll mutige aber unbesonnene Angelsachsen, frühere Gefährten von Walter von Gurnie, einige inhaftierte Landsleute aus der nahegelegenen normannischen Festung notfalls mit Waffengewalt befreien wollen. Unter der Schar Angelsachsen befindet sich auch Tristram Griffin, ein wagemutiger Bogenschütze, der das Denken und Führen aber lieber seinem adeligen Kameraden Walter überlässt. Kurzentschlossen führt Walter die Schar zur normannischen Festung, die Befreiung der Landsleute gelingt ohne Blutvergießen, allerdings sind die beiden angelsächsischen Rädelsführer nun gezwungen das Land zu verlassen. Walter von Gurnie fasst den tollkühnen Plan in die Ferne nach China zu reisen, wie es ihm der Geistliche riet, um dort nie gekannte Erfahrungen und Reichtümer zu sammeln, die es ihm erlauben würden, seine Besitztümer von den Normannen zurückzufordern. Griffin, der jedwedes Schicksal lieber in der Fremde akzeptieren möchte, als sich von den verhassten Normannen aufhängen zu lassen, folgt ihm als treuer Gefährte auf seinem beginnenden Abenteuer.
Unterwegs nach China trifft Walter von Gurnie mit seinem Kameraden Griffin schließlich auf den Kaufmann Anthemus, der ihnen von einer Karawane berichtet, die dicht an den Grenzen Chinas vorbeikommt. Der verschlagene Diener von Anthemus verhilft den beiden Christen gegen einen Beutel voll Gold zu einem Platz als Wächter in der Karawane. Als die Karawane später aufbricht und zum ersten Mal rastet, werden Griffin und Walter Zeuge einer rohen Machtdemonstration des Generals, der seine Männer in der Nähe lagern und dort Kampfspiele abhalten lässt. Griffin, der als Heißsporn ein fantastischer Bogenschütze ist, will sich diese Spiele aus der Nähe ansehen und gerät unvermittelt in Lebensgefahr, als er sich unvorsichtigerweise in den Wettkampf einmischt. Nur die Anwesenheit des Generals, der aus einiger Entfernung die Fremden neugierig beobachtet, schützt die beiden vor größerem Ungemach. General Bayan befiehlt den englischen Bogenschützen am Wettschießen teilnehmen zu lassen, aber nur unter der Bedingung, dass dieser auch gewinnt. Das lässt sich Griffin nicht zweimal sagen und legt mit seinem englischen Langbogen los. Nachdem Griffin eine erste gelungene Kostprobe seines Könnens abgegeben hat, will der Angelsachse im Übermut noch aus einer viel weiter entfernten Distanz aufs Ziel schießen, sein Kontrahent gibt in der Erkenntnis, dass er mit seinem Bogen keine Chance haben wird das Ziel zu treffen vorher auf, doch der waghalsige Schuss von Griffin mit seinem Langbogen Zara aus weiter Entfernung gelingt und der General ist vom Mut, der Schießkunst und dem Langbogen beeindruckt und lädt die beiden Engländer auf eine Partie Schach in sein Zelt ein.
Später, im Zelt des Generals, wartet Bayan bereits mit Brett und Figuren. Der General entpuppt sich nicht nur bei der Partie Schach als gewiefter, weitsichtiger und lernbegieriger Stratege und Taktiker, der seine Gegner erst genau studiert, um sie dann, wenn er ihre Schwächen gefunden hat, gnadenlos zu beherrschen oder zu vernichten. Bayan erkennt schnell die Fähigkeiten und die Kompetenzen der beiden heimatlosen Engländer, die des Studenten und die des Bogenschützen, und die Möglichkeiten seine eigene Kampfkunst und seine Machtfülle durch das Wissen der zwei Engländer noch zu erweitern und bittet daher Walter von Gurnie und Griffin in seine Dienste zu treten, damit Griffin seinen Männern den Umgang mit dem Langbogen beibringen kann. Da sich die beiden Männer durch die Hilfe des Generals beim Reisen einen Vorteil versprechen willigen sie ein. 
Am nächsten Morgen unterbreitet ihnen der Diener von Anthemus den gefährlichen Vorschlag, den beiden Männern eine junge Engländerin, genannt – die schwarze Rose –, in die Obhut zu geben, als zweiter Diener, als Boy verkleidet, soll sie sich unbemerkt in der Nähe der beiden Engländer aufhalten, um so unentdeckt das Land verlassen zu können. Walter ist allerdings wenig begeistert von dem Vorschlag, sich um ein junges Mädchen zu kümmern, weiß er doch zu gut, dass wenn diese Maskerade misslingt es ihrer aller Kopf kosten kann. Die Karawane bricht derweil Richtung China auf und der machthungrige und ehrgeizige Bayan der gewillt ist, alles auf seinem Weg liegende zu erobern, lässt Soldaten die aus Aberglauben heraus oder wegen Disziplinlosigkeit seinen Befehlen nicht gehorchen kurzerhand hinrichten. Währenddessen macht sich Walter mit – der schwarzen Rose – dem jungen Mädchen bekannt und lernt durch die junge Engländerin mit Namen Maryam mehr über ihre Prophezeiung, dass eines Tages ein kühner Landsmann in den Orient kommen, sie retten und aus dem fremden Lande in die Heimat nach England führen wird. Sie hält Walter für diesen Mann.
Nachdem Bayan die erste Schlacht gegen die Chinesen gewonnen und die Behausungen seiner Feinde dem Erdboden gleichgemacht hat, kommen Griffin erste Zweifel, er ist von den Gräueltaten des Generals angewidert und er vermisst seine Heimat England. Walter der sich entscheiden muss, ob er bleiben oder gehen soll, will lieber als Sieger nach England zurückkehren und so entschließt er sich Maryam und Griffin zur Flucht zu verhelfen. Als Bayans Armee nach Süden und die Karawane weiter nach Norden zum mongolischen Herrscher Kublai Khan vorrückt, führt er Bayans Armee in die Irre, so dass Maryam und Griffin entkommen können und einen guten Vorsprung gewinnen. Als Bayan Walters Finte durchschaut, lässt er ihn zur Strafe über das Tau gehen, eine Mutprobe, bei der Walter mit nacktem Oberkörper und barfüßig über ein dickes Tau auf der Erde balancieren muss, gepeinigt von seinen Widersachern und flankiert von messerscharfen Klingen, die links und rechts des Taus aus dem Boden ragen. Walter kommt verletzt und mit letzter Kraft am anderen Ende des Taus an und besteht so die Mutprobe. Bayan der von der Tapferkeit des Engländers beeindruckt ist, auch angesichts der Ritterlichkeit, sich für seine Gefährten mit seinem Leben einzusetzen, begnadigt Walter und schenkt ihm nach seiner Genesung die Freiheit, jedoch nicht ohne ihn vorher um einen Gefallen gebeten zu haben, nämlich als Vorbote in die nächste Stadt zu gehen und den Bewohnern zu vermitteln, wie ernst ihre Lage ist. Walter, der um die Gefahr, die ihn dort erwarten kann, weiß, willigt ein, überrascht über Bayans plötzlichen Großmut, ihn ziehen zu lassen. Nicht ohne Bewunderung für den General reist er als Bote zur nächsten Stadt, um die Bewohner auf ihr drohendes Schicksal aufmerksam zu machen, und sie zu überzeugen sich kampflos zu ergeben. 
In der Stadt hat man Walter bereits erwartet und führt ihn zum kaiserlichen Palast, von dort aus wird er als besonderer Gast zu einem anderen Haus geleitet, wo Griffin bereits untergebracht worden ist. Da in einer chinesischen Prophezeiung davon die Rede ist, dass zwei Männer mit weißer Haut in höchster Gefahr ein Wunder bewirken werden, bezieht man die Anwesenheit von Walter und Griffin auf ebendiese Vorsehung und behandelt die beiden Engländer zuvorkommend, aber letztlich als Gefangene im goldenen Käfig. Als Bayan schließlich nach weiteren Eroberungen doch vor den Toren der Stadt steht, weil sich die Chinesen nicht ergeben haben, wird die Situation für Maryam, die inzwischen Walter ihre Liebe gestanden hat und Griffin brenzlig. Man beschließt gemeinsam zu fliehen. Jedoch der Untergebene der Kaiserin, der die Verantwortung für die beiden Gefangenen trägt, stellt ihnen, um seine eigene Haut zu retten, eine Falle. Er weist ihnen einen vermeintlichen Fluchtweg, dem die drei folgen sollen. Griffin, der die herannahenden Gegner mit seinem Langbogen auf Abstand hält, wird letztlich auf der Flucht, durch eine Explosion des mitgeführten Schießpulvers und der herunterstürzenden Trümmer die sein eigener Pfeil verursacht hat, tödlich verletzt. Walter begräbt ihn außerhalb der Stadtmauern und entkommt, aber allein.
Zurück in England sucht Walter seinen Großvater auf, dort warten bereits die Boten des Königs Eduard I. von England auf ihn. Der König selbst ist von den Abenteuern und Heldentaten der beiden Engländer mehr als beeindruckt und belohnt Walter mit der Ritterschaft für seine aus China mitgebrachten Errungenschaften für das Vaterland – nämlich Schießpulver, Buchdruck und Kompass für die englische Wissenschaft. Derweil warten zwei weitere Boten auf Walter, es sind Abgesandte von Bayan, die mit einer Botschaft des Generals gekommen sind, den Studenten zu suchen, um ihm eine Nachricht zu überbringen. Walter liest die Botschaft Bayans, der ihn sehr vermisst und ihm als Anerkennung und als Freundschaftsdienst die schwarze Rose – Maryam, die in der Stadt auf der Flucht zurückgeblieben war übersendet, so ist das verliebte Paar wieder vereint, wie das Schwert und der Langbogen über dem heimatlichen Kamin in der Burg des Großvaters.

## Kritiken
„Die Irrfahrten und Abenteuer eines jungen englischen Adeligen und seines Freundes, die im 13. Jahrhundert die Mongolei bereisen. Breit ausgewalzter Ausstattungsfilm mit einer Überfülle märchenhaft-abenteuerlicher Episoden.“

## Auszeichnungen
- Bei der Oscarverleihung 1951 erhielt der Film eine Oscar-Nominierung für Michael Whittaker in der Kategorie Beste Kostüme (Farbfilm).

## Produktionsnotizen
Die Filmbauten stammen von Bill Andrews und Paul Sheriff. Die visuellen Effekte stammen von W. Percy Day, Michael Whittaker zeichnete als Kostümbildner verantwortlich, und die musikalische Leitung hatte Muir Mathieson. Drehorte des Films lagen in England.